# Pensioenovereenkomst voor zelfstandigen
| Type          | Onderverdeling                                                                              | Niveau      |
| ------------- | ------------------------------------------------------------------------------------------- | ----------- |
| Eerste pijler | Wettelijk pensioen (RSZ) Ambtenarenpensioen Gezinspensioen Overlevingspensioen Rustpensioen | Overheid    |
| Tweede pijler | Groepsverzekering Pensioenfonds                                                             | Collectief  |
| Tweede pijler | IPT (bedrijfsleiders) POZ (zelfstandigen) VAPZ (zelfstandigen) VAPW (werknemers)            | Individueel |
| Derde pijler  | Pensioensparen Langetermijnsparen                                                           | Individueel |
| Vierde pijler | Individueel sparen Beleggingen Levensverzekering Onroerend goed                             | Individueel |

De Pensioenovereenkomst voor zelfstandigen zonder vennootschap (POZ) is in België een bijkomend pensioenplan tweede pijler voor zelfstandigen zonder vennootschap vergelijkbaar met het gewone pensioensparen (derde pijler). Het bestaat sinds 30 juni 2018 en wordt meestal gebruikt door eenmanszaken en vrije beroepen in hoofd- of bijberoep, of door meewerkende echtgenoten onder het maxistatuut.
Voor zelfstandigen met vennootschap (bedrijfsleiders) bestaat er een individuele pensioentoezegging (IPT). Beide plannen zijn dan ook exclusief.

## Fiscale reglementering
Men kan kiezen tussen een tak 21 of tak 23 levensverzekering. De premies voor de levensverzekering worden belast aan 4,4%.
Er is een jaarlijkse belastingvermindering van maximaal 30%, aan te geven via de personenbelasting. Er is geen absoluut bedrag voor de jaarlijkse premie, maar het totale pensioen, eerste en tweede pijler samen, mag niet meer dan 80% bedragen van het laatste loon; de concrete berekeningswijze van deze grens is evenwel verschillend voor POZ en VAPZ.
Het eindkapitaal is onderworpen aan de Riziv- (3,55%) en solidariteitsbijdrage (2%). Op het saldo wordt een eenmalige eindbelasting berekend van 10%. Winstdeelnames worden niet belast.
De jaarlijkse premies kunnen worden stopgezet, maar de uitbetaling van de kapitalen kan slechts bij pensionering.

## Andere plannen
Het VAPZ is normaal interessanter dan de POZ. Gebruik het POZ enkel als aanvulling voor het VAPZ, als er nog fiscale ruimte is. Gebruik Tax-on-web om dit na te rekenen.